# Bacqueville-en-Caux
Bacqueville-en-Caux är en kommun i departementet Seine-Maritime i regionen Normandie i norra Frankrike. Kommunen ligger i kantonen Bacqueville-en-Caux som tillhör arrondissementet Dieppe. År 2022 hade Bacqueville-en-Caux 1 897 invånare.

## Befolkningsutveckling
Antalet invånare i kommunen Bacqueville-en-Caux
| Referens: INSEE |